# USS Putnam (DD-757)
USS Putnam (DD-757) là một tàu khu trục lớp Allen M. Sumner được Hải quân Hoa Kỳ chế tạo trong Chiến tranh Thế giới thứ hai. Nó là chiếc tàu chiến thứ hai của Hải quân Mỹ được đặt theo tên Charles Putnam (1854-1882), một sĩ quan hải quân mất tích trong một cuộc thám hiểm Bắc Cực. Nó đã hoạt động cho đến hết Thế Chiến II, và tiếp tục phục vụ sau đó trong Chiến tranh Lạnh cho đến khi xuất biên chế năm 1973 và bị bán để tháo dỡ một năm sau đó. Putnam được tặng thưởng ba Ngôi sao Chiến trận do thành tích phục vụ trong Thế Chiến II.

## Thiết kế và chế tạo
Putnam được đặt lườn tại xưởng tàu của hãng Bethlehem Steel Co. ở San Francisco, California vào ngày 11 tháng 7 năm 1943. Nó được hạ thủy vào ngày 26 tháng 3 năm 1944; được đỡ đầu bởi cô Doana Putnam Wheeler, và nhập biên chế vào ngày 12 tháng 10 năm 1944 dưới quyền chỉ huy của Trung tá Hải quân Frederick V. H. Hilles.

## Lịch sử hoạt động

### 1945
Sau khi hoàn tất chạy thử máy huấn luyện dọc theo vùng bờ Tây Hoa Kỳ, Putnam rời San Francisco vào ngày 30 tháng 12 năm 1944 để làm nhiệm vụ cùng Hạm đội Thái Bình Dương. Đi đến Trân Châu Cảng vào ngày 2 tháng 1 năm 1945, nó tiếp tục thực hành huấn luyện trước khi lên đường đi quần đảo Mariana vào ngày 29 tháng 1, hộ tống các tàu vận tải chuyên chở binh lính thuộc các Sư đoàn 4 và Sư đoàn 5 Thủy quân Lục chiến. Sau các chặng dừng ngắn tại Eniwetok, Saipan và Tinian, nó khởi hành từ Guam vào ngày 17 tháng 2 để hướng đến Iwo Jima, đến nơi đúng vào ngày D 19 tháng 2 để tham gia cuộc đổ bộ lên hòn đảo này.
Putnam tiếp cận bãi đổ bộ ở khoảng cách gần để hỗ trợ hỏa lực cho lực lượng Thủy quân Lục chiến hoạt động trên bộ, và bắn pháo sáng để chiếu sáng vị trí tập trung quân đối phương vào ban đêm. Vào ngày 23 tháng 2, Bộ trưởng Hải quân James Forrestal cùng một nhóm sĩ quan hải quân-thủy quân lục chiến cao cấp, sau khi thị sát giai đoạn đầu của cuộc đổ bộ, đã được chiếc tàu khu trục đưa đến Guam, nơi ông hội đàm với Thủy sư Đô đốc Chester W. Nimitz, Tổng tư lệnh Hạm đội Thái Bình Dương.
Putnam khởi hành từ Guam vào ngày 12 tháng 3, hộ tống các tàu vận tải đi Leyte thuộc Philippines, đến nơi năm ngày sau đó. Nó lại lên đường từ vịnh San Pedro, Philippines vào ngày 27 tháng 3, hộ tống một đội vận chuyển hướng đến Okinawa, đến nơi vào đúng ngày D của cuộc đổ bộ 1 tháng 4. Chiếc tàu khu trục đảm nhiệm vai trò bảo vệ phòng không, và sau khi hộ tống các tàu vận tải đi Ulithi, nó quay trở lại Okinawa và được phân công bắn hải pháo hỗ trợ tại khu vực Tây Nam hòn đảo từ ngày 16 tháng 4.
Putnam sau đó được điều sang nhiệm vụ cột mốc radar canh phòng để cảnh báo sớm các cuộc không kích của đối phương, và dẫn đường cho máy bay tiêm kích làm nhiệm vụ tuần tra chiến đấu trên không (CAP) đánh chặn những máy bay tấn công tự sát Kamikaze Nhật Bản. Đây là một nhiệm vụ cực kỳ nguy hiểm, vì các tàu radar canh phòng đơn độc cách xa chủ lực của hạm đội là mục tiêu chính của những chiếc Kamikaze. Chiếc tàu khu trục vẫn còn nguyên vẹn sau cuộc chiến là nhờ chiến không của một phi công hải quân không rõ tên đã đâm vào một chiếc Kamikaze vào ngày 16 tháng 6, chỉ vài giây trước khi nó có thể đâm trúng chiếc tàu khu trục. Đến chiều tối ngày hôm đó, một quả ngư lôi ném từ một máy bay Nhật bay thấp đã đánh trúng tàu khu trục Twiggs (DD-591) bên mạn trái, làm kích nổ hầm đạn số 2. Đại tá Hải quân Glenn R. Hartwig, tư lệnh hải đội khu trục bên trên Putnam, ra lệnh cho con tàu áp sát để cứu giúp, bất chấp nguy hiểm do nổ hầm đạn pháo con tàu bạn. 188 thành viên thủy thủ đoàn của Twiggs đã được cứu vớt, 114 trong số đó là bởi Putnam.
Putnam rời khu vực Okinawa vào ngày 1 tháng 7. Nó sau đó hộ tống các tàu sân bay thuộc Lực lượng Đặc nhiệm 38 đánh phá các tuyến đường vận tải biển cuối cùng đến Nhật Bản trong biển Hoa Đông, làm nhiệm vụ này cho đến ngày 8 tháng 8. Khi cuộc xung đột kết thúc do việc Nhật Bản chấp nhận đầu hàng vào ngày 15 tháng 8, chiếc tàu khu trục chuyển sang nhiệm vụ hỗ trợ hoạt động chiếm đóng. Cho đến đầu tháng 9, nó đảm nhiệm vai trò cột mốc dẫn đường và cứu nạn cho những chuyến bay vượt đại dương hướng đến Tokyo. Nó rời vị trí trạm dẫn đường cách Okinawa khoảng 100 nmi (120 mi; 190 km) về phía Bắc vào ngày 13 tháng 9 để hộ tống cho New Jersey (BB-62), khi chiếc thiết giáp hạm lên đường đi Wakayama, tại khu vực trung tâm đảo Honshū.
Putnam tiến vào vịnh Tokyo vào ngày 17 tháng 9, nơi nó ẩn náu để tránh một cơn bão, rồi quay trở lại Wakayama vào ngày 25 tháng 9, và tiếp tục đi đến Okinawa vào ngày 1 tháng 10 trước khi quay trở lại Wakayama. Con tàu lên đường quay trở về Hoa Kỳ, ghé qua Eniwetok vào ngày 5 tháng 12 và tại Trân Châu Cảng vào ngày 10 tháng 12 để tiếp nhiên liệu; nó về đến San Diego, California vào ngày 22 tháng 12.

### 1946 - 1954
Khởi hành từ San Diego vào ngày 3 tháng 1, 1946, Putnam chuyển sang vùng bờ Đông, và đi đến Xưởng hải quân New York tại Brooklyn để bảo trì. Con tàu hoạt động từ căn cứ Newport, Rhode Island cho đến đầu năm 1947, khi nó chuyển cảng nhà đến Pensacola, Florida. Vào cuối tháng 4, 1947, nó đi đến Norfolk, Virginia, để chuẩn bị cho một chuyến đi sang vùng biển Châu Âu.
Putnam là chiếc tàu chiến đầu tiên của Hải quân Hoa Kỳ mang cờ Liên Hợp Quốc, khi nó nằm trong số ba tàu khu trục được điều động cùng phái đoàn thương thuyết của đặc sứ Liên Hợp Quốc, Bá tước Folke Bernadotte, từ ngày 19 đến ngày 25 tháng 4, 1948, nhằm tìm kiếm một giải pháp hòa bình nhằm giải quyết mâu thuẫn giữa các nước Ả Rập và Israel trong cuộc Chiến tranh Ả Rập-Israel 1948. Khi cuộc đàm phán thất bại, nó đã có mặt tại cảng Haifa vào ngày 23 tháng 7 để giúp di tản phái đoàn Liên Hợp Quốc khỏi Israel.
Sau một giai đoạn ngắn xuất biên chế về thành phần dự bị thuộc Hạm đội Dự bị Đại Tây Dương, Putnam nhập biên chế trở lại vào tháng 10, 1950, rồi thực hiện một chuyến đi từ Norfolk sang Địa Trung Hải từ tháng 10, 1951 đến ngày 4 tháng 6, 1952. Con tàu được đại tu, rồi tiếp tục hoạt động tại chỗ dọc theo vùng bờ Đông cùng một chuyến đi huấn luyện ôn tập tại vùng biển Caribe từ ngày 21 tháng 5 đến ngày 10 tháng 7, 1953. Nó rời Norfolk vào ngày 25 tháng 9, băng qua kênh đào Panama vào ngày 15 tháng 10, và đi đến Yokosuka, Nhật Bản vào ngày10 tháng 11. Nó hoạt động tại khu vực biển Nhật Bản và biển Hoa Đông cho đến ngày 11 tháng 3, 1954; nó rời Midway vào ngày 17 tháng 3 và ghé qua Trân Châu Cảng vào ngày 21 tháng 3, tiếp tục viếng thăm nhiều cảng dọc theo vùng bờ Tây trước khi băng qua kênh đào Panama, về đến Norfolk vào ngày 1 tháng 5.

### 1955 - 1973

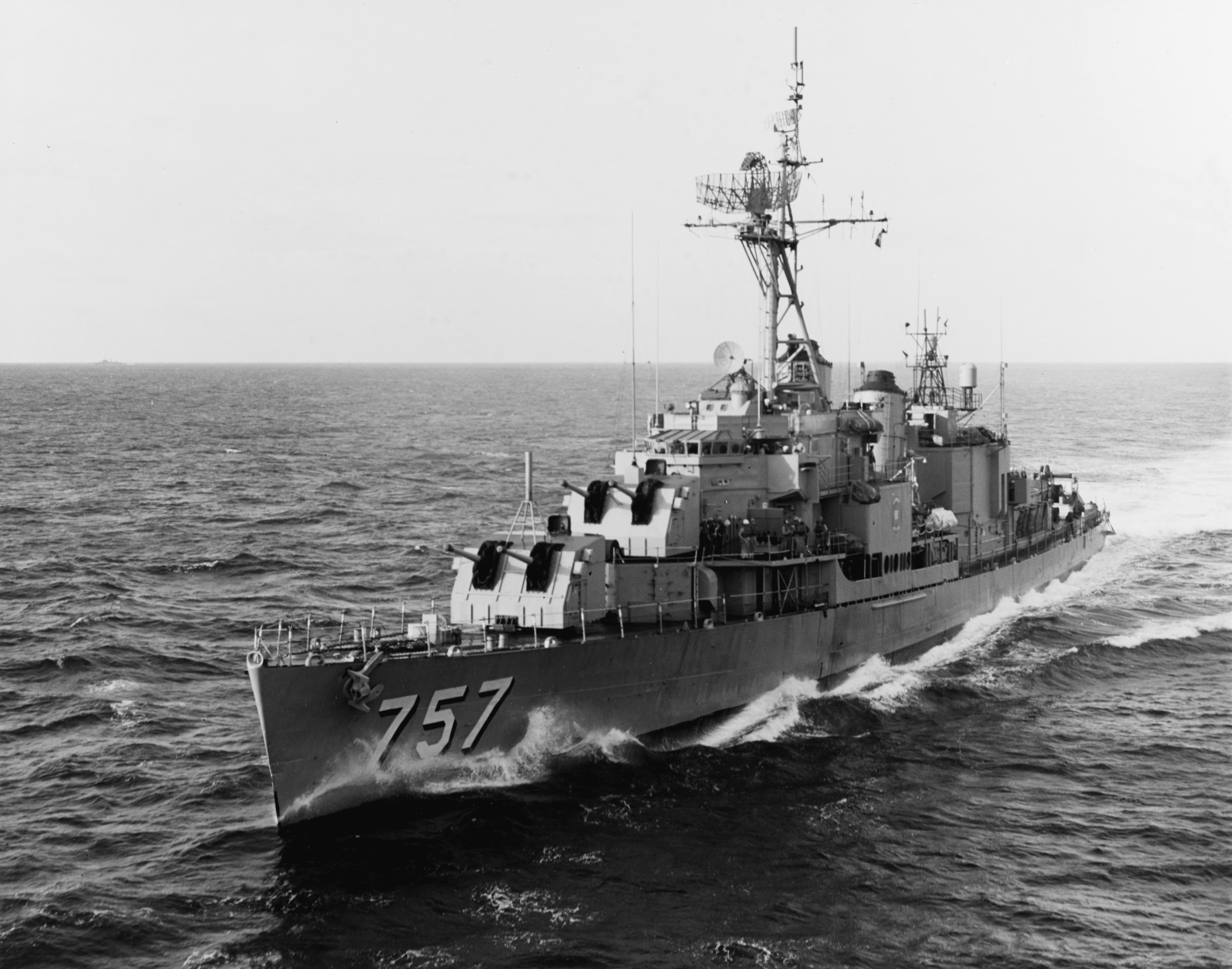
Putnam trên đường đi, ngày 12 tháng 10, 1964.

Trong những năm sau đó, Putnam tiếp tục hoạt động dọc theo vùng bờ Đông và vùng biển Caribe, xen kẻ với những lượt được phái sang hoạt động cùng Đệ lục Hạm đội tại Địa Trung Hải. Những chuyến đi sang Châu Âu vào các năm 1955 và 1956 được tiếp nối bởi những đợt tập trận cùng hải quân các nước trong Khối NATO tại vùng biển Bắc Đại Tây Dương. Chuyến đi sang Địa Trung Hải vào tháng 9, 1958 được tiếp nối bởi một đợt đại tu tại Xưởng hải quân Philadelphia.
Vào mùa Hè năm 1959, Putnam gia nhập Lực lượng Đặc nhiệm 47 để tham gia Chiến dịch Inland Seas, đi dọc theo sông Saint Lawrence tham dự lễ khánh thành tuyến đường thủy St. Lawrence nối liền Đại Tây Dương với Ngũ Đại Hồ, nghi lễ do Tổng thống Dwight D. Eisenhower và Nữ hoàng Elizabeth II của Anh đồng chủ trì.
Vào tháng 6, 1962, Putnam đi đến Xưởng hải quân New York để được nâng cấp theo Chương trình Hồi sinh và Hiện đại hóa Hạm đội II (FRAM: Fleet Rehabilitation and Modernization), khi những cảm biến và vũ khí chống tàu ngầm được nâng cấp, bao gồm dàn phóng ngư lôi mới, trung tâm thông tin hành quân được hiện đại hóa, bổ sung sàn đáp và hầm chứa phía sàn sau để mang theo một máy bay trực thăng không người lái Gyrodyne QH-50 DASH chống tàu ngầm, và tăng cường một bộ sonar với độ sâu thay đổi. Do đó, khả năng chống ngầm của con tàu được tăng cường, điều kiện sinh hoạt trên tàu được cải thiện, đồng thời kéo dài vòng đời hoạt động. Công việc hiện đại hóa hoàn tất vào tháng 3, 1963.
Từ năm 1960 đến năm 1969, Putnam tiếp tục phục vụ dọc theo vùng bờ Đông và vùng biển Caribe. Nó thực hiện chín lượt biệt phái hàng năm sang hoạt động cùng Đệ lục Hạm đội tại Địa Trung Hải, cũng như những đợt tập trận cùng hải quân các nước trong Khối NATO tại vùng biển Bắc Đại Tây Dương và Bắc Âu. Sau một đợt sửa chữa ngắn tại Baltimore, Maryland vào giữa năm 1970, nó chuyển cảng nhà đến New Orleans, Louisiana, và bắt đầu đảm trách vai trò tàu huấn luyện cho Hải quân Dự bị Hoa Kỳ.
Putnam được cho xuất biên chế vào ngày 6 tháng 8, 1973, và tên nó được cho rút khỏi danh sách Đăng bạ Hải quân cùng ngày hôm đó. Nó bị bán để tháo dỡ một năm sau đó, vào ngày 24 tháng 6, 1974.

## Phần thưởng
Putnam được tặng thưởng ba Ngôi sao Chiến trận do thành tích phục vụ trong Thế Chiến II.